# La Rochefoucauld, Charente
För andra betydelser, se La Rochefoucauld (olika betydelser).
La Rochefoucauld är en kommun i departementet Charente i regionen Nouvelle-Aquitaine i västra Frankrike. Kommunen ligger  i kantonen La Rochefoucauld som ligger i arrondissementet Angoulême. År 2018 hade La Rochefoucauld 2 911 invånare.

## Befolkningsutveckling
Antalet invånare i kommunen La Rochefoucauld
Referens:INSEE

## Galleri

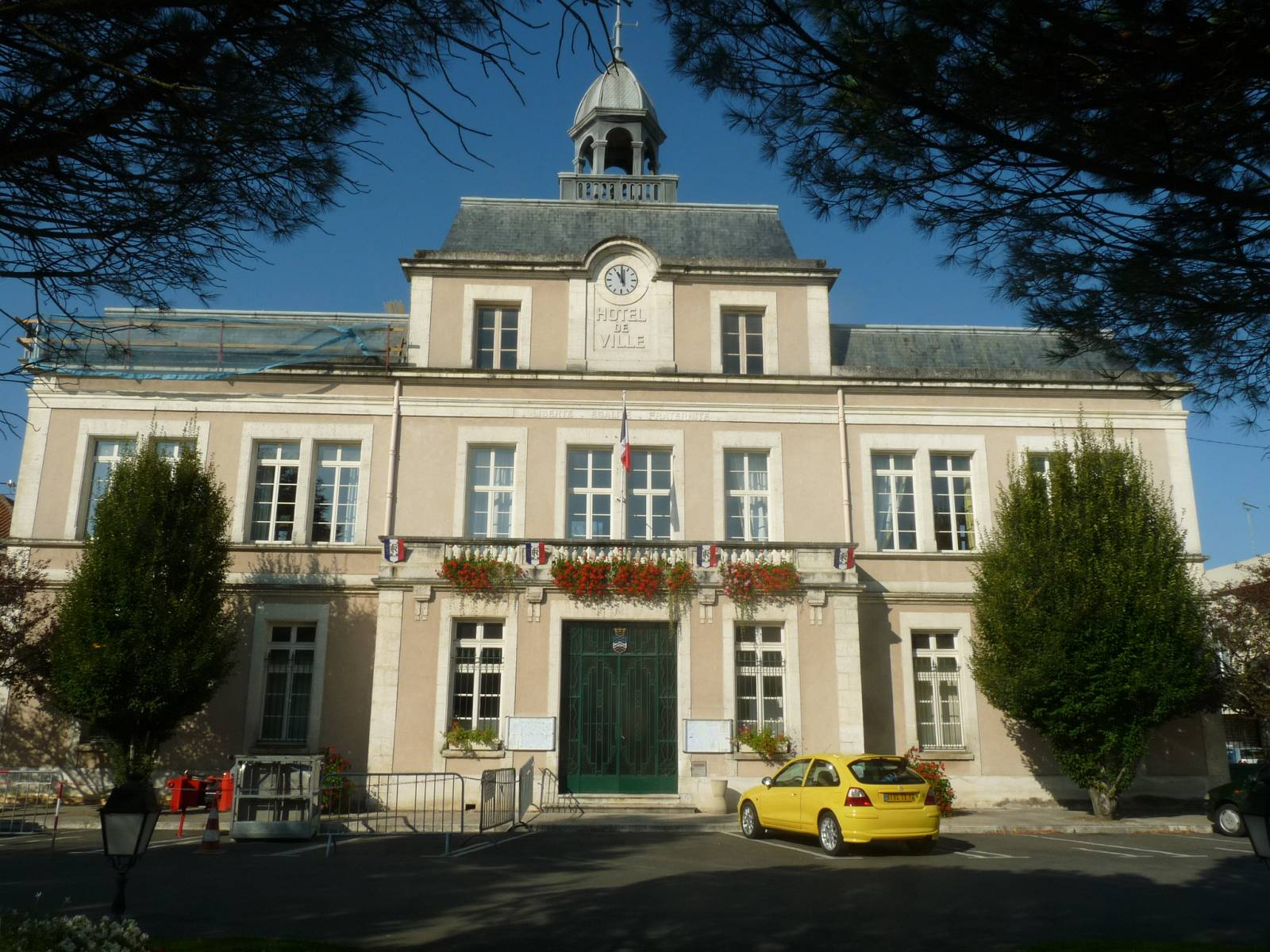
Rådhuset
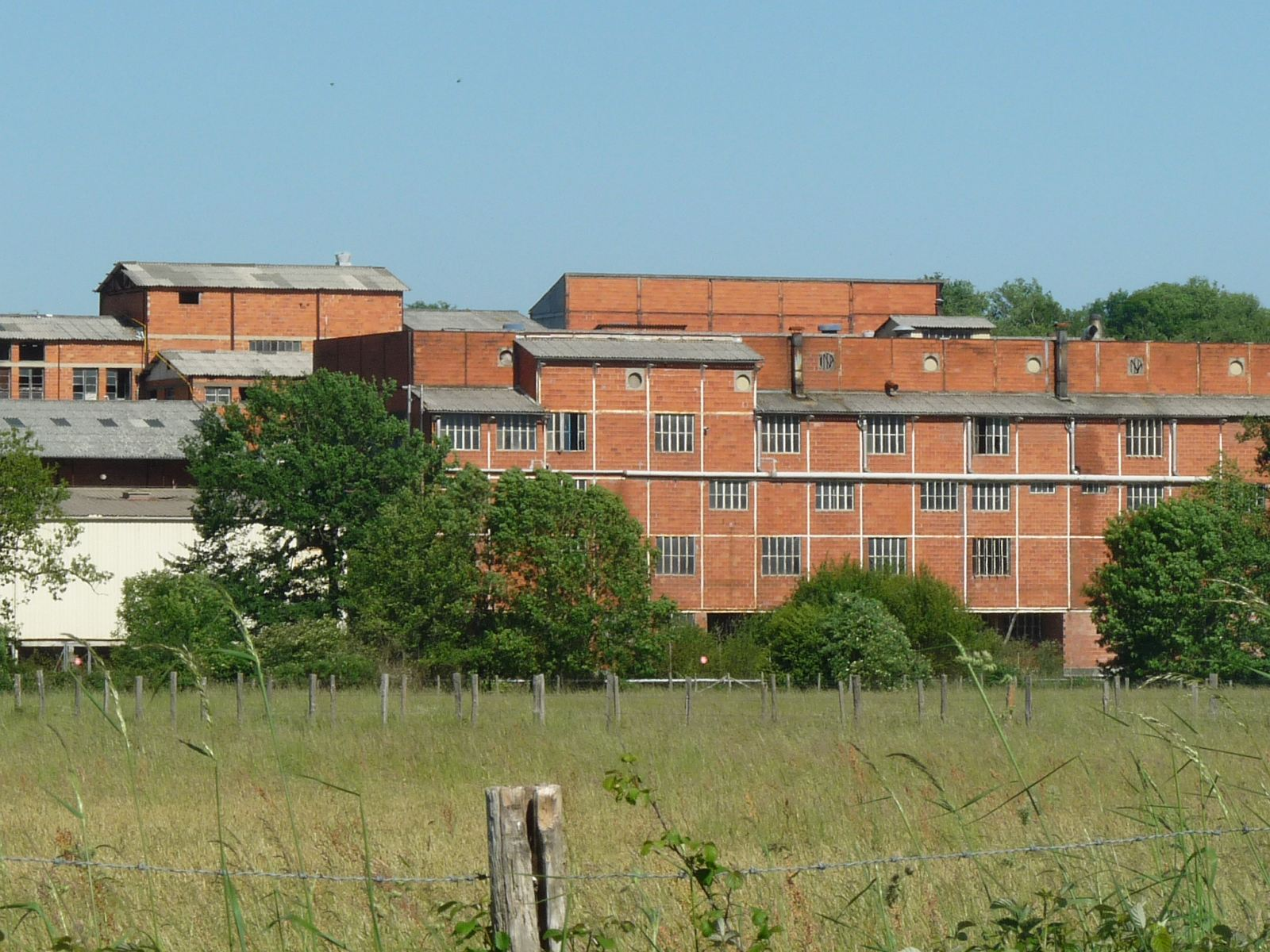
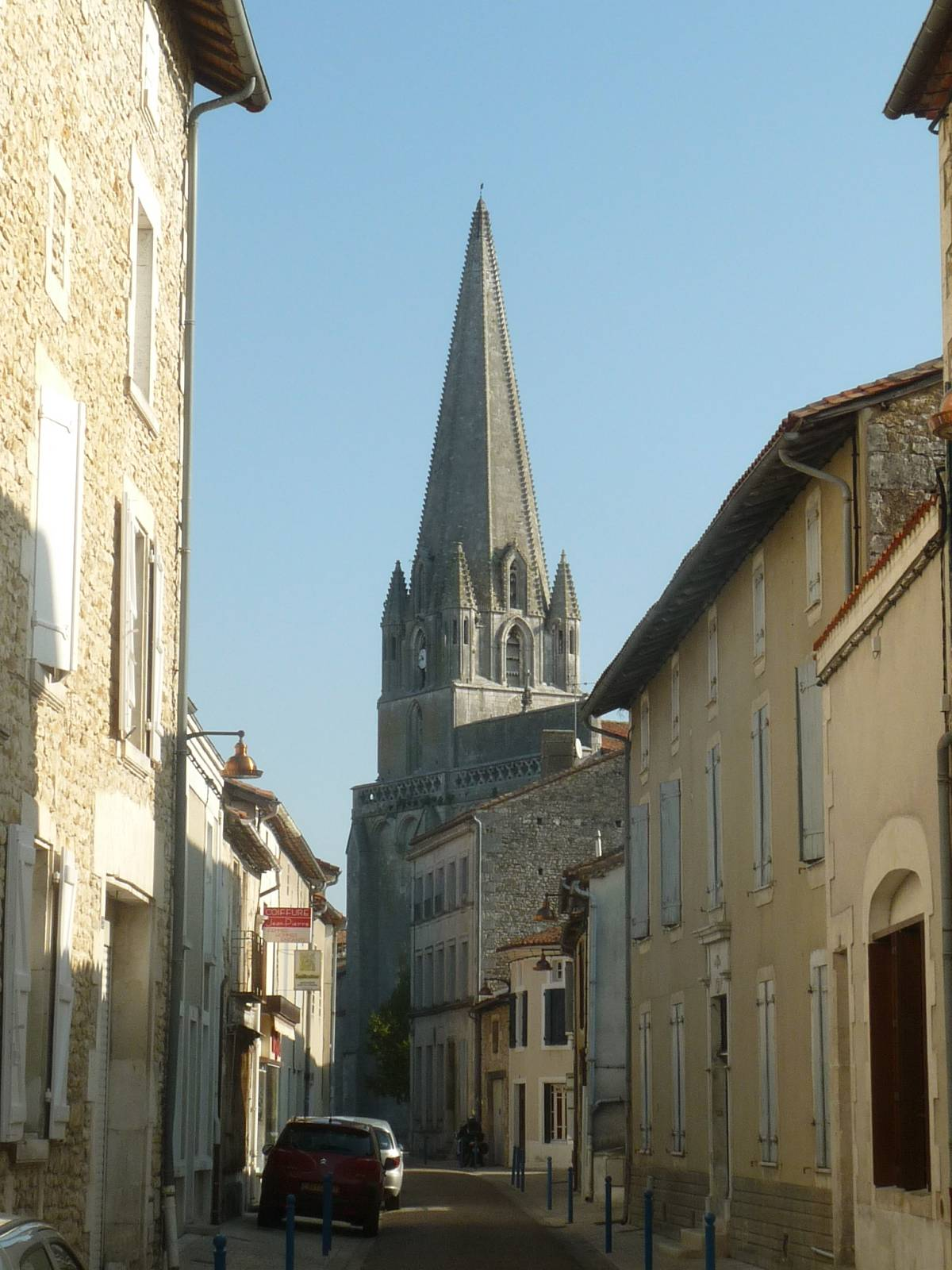
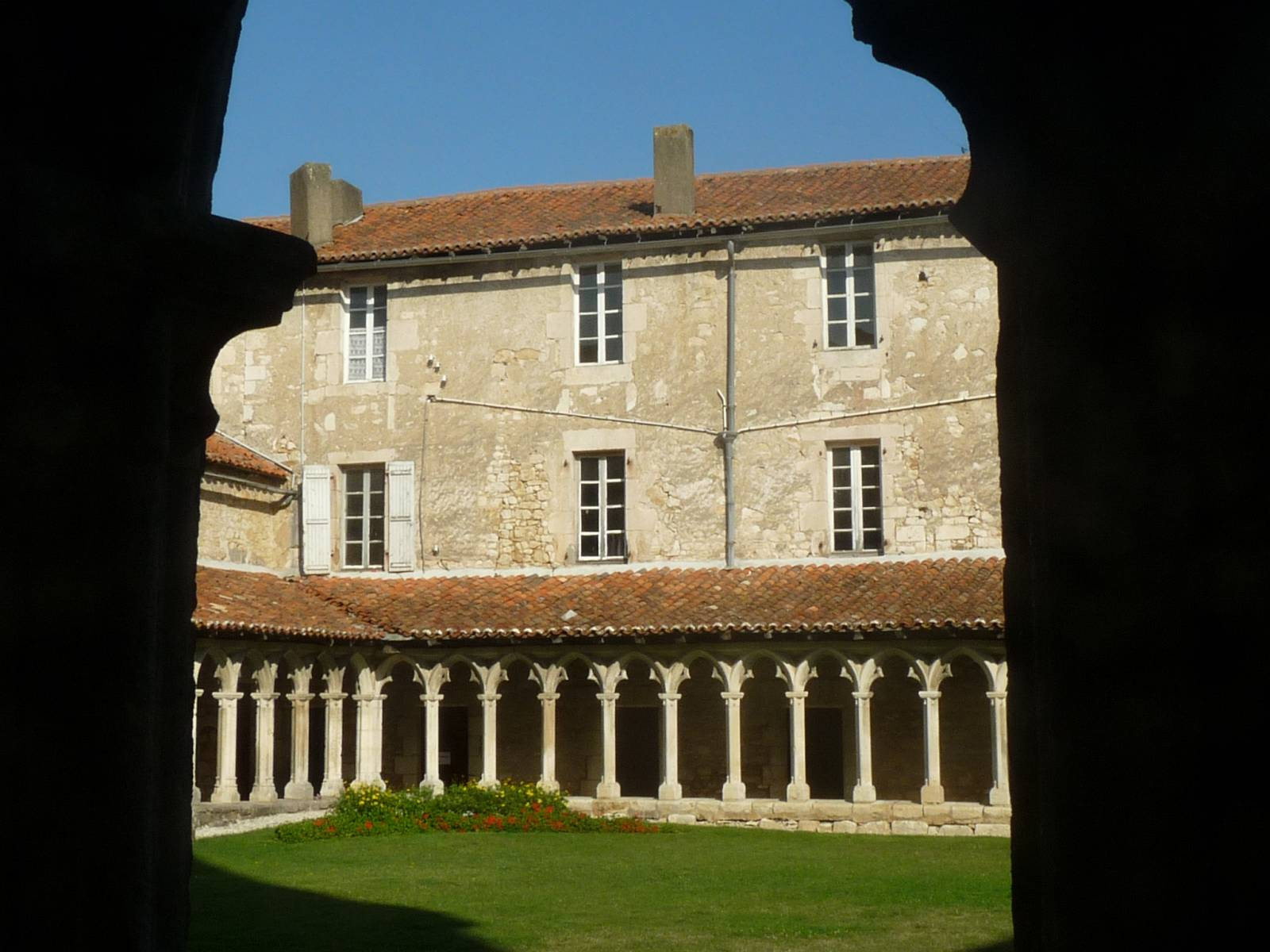
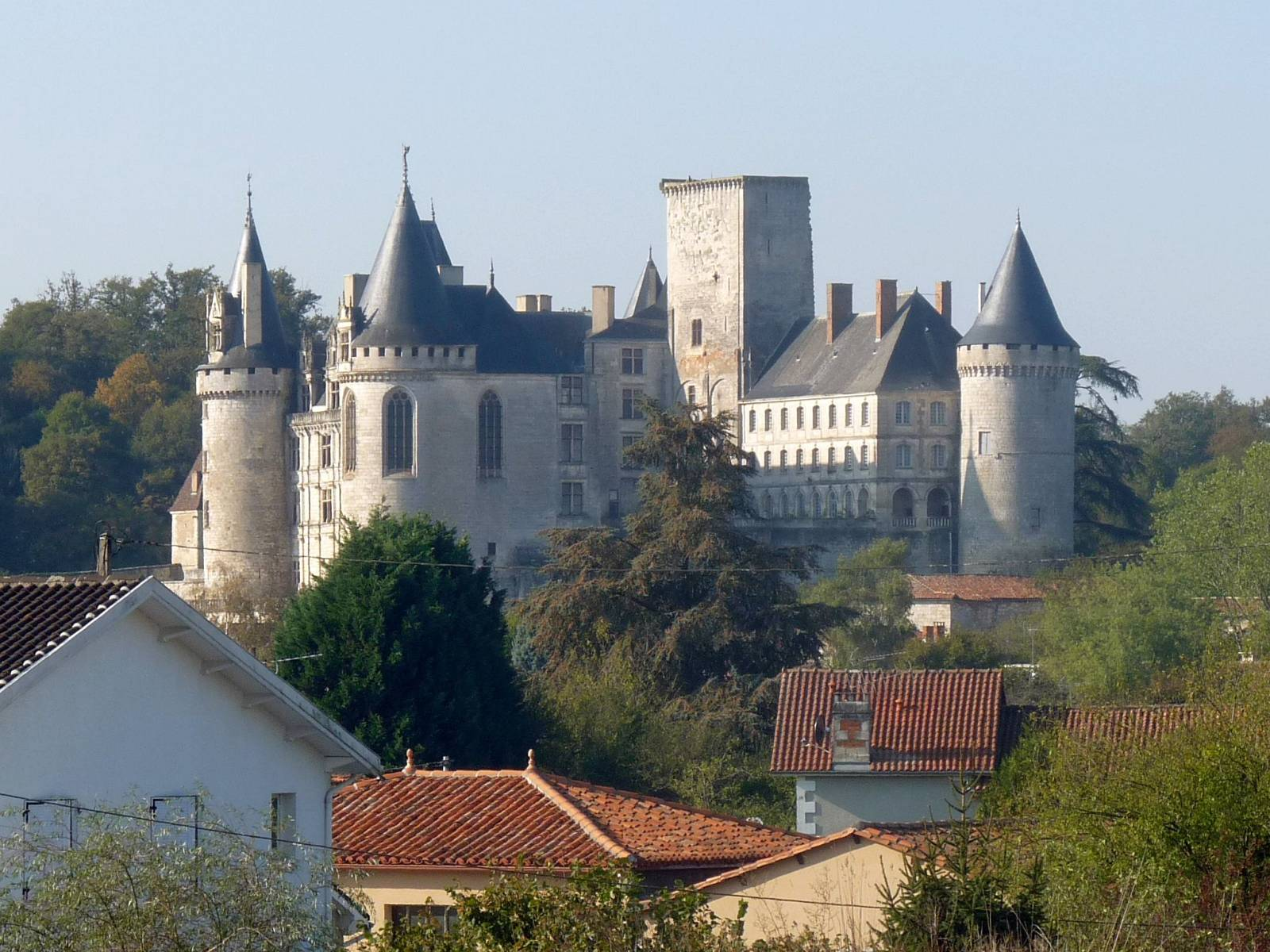
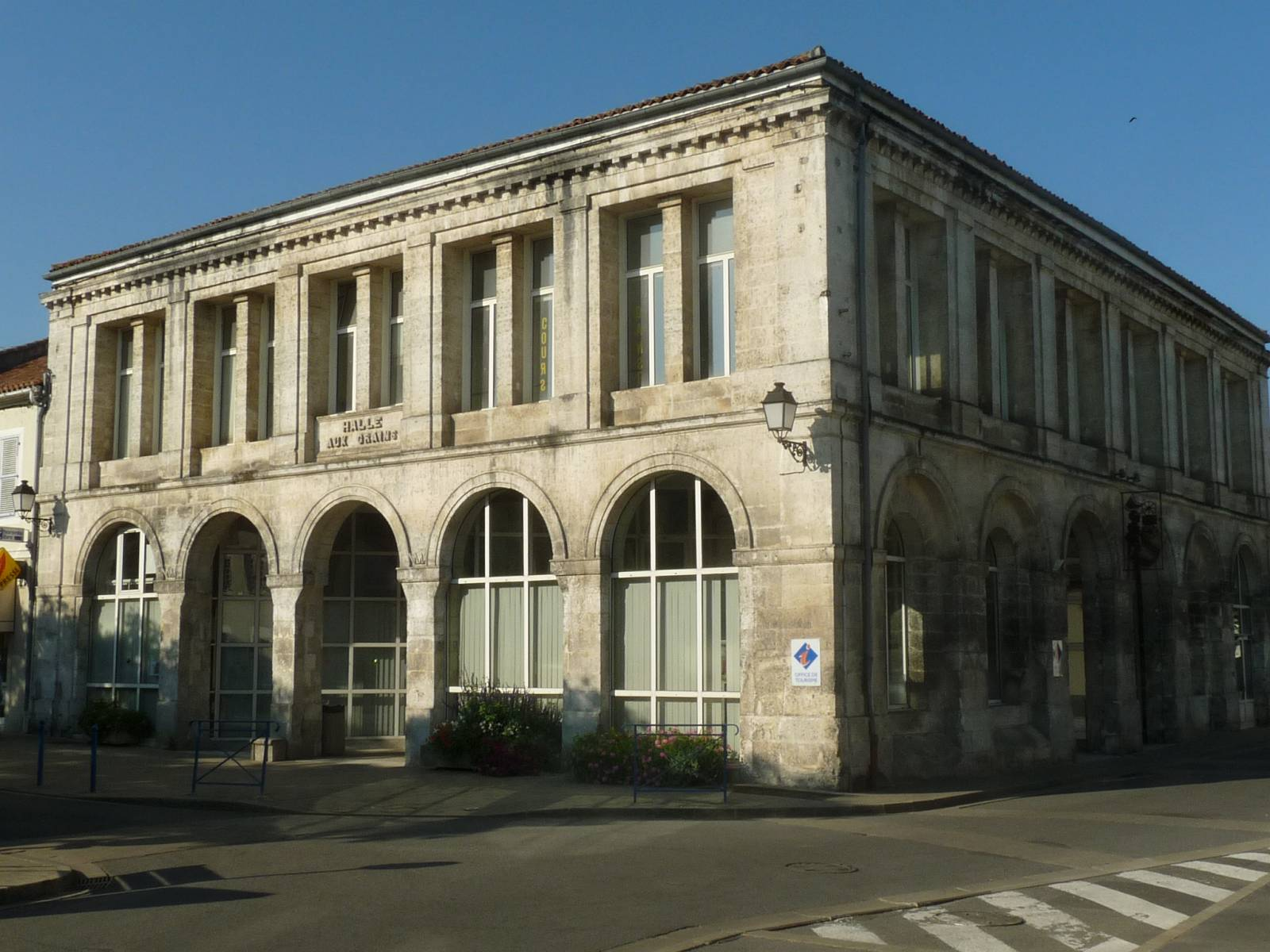
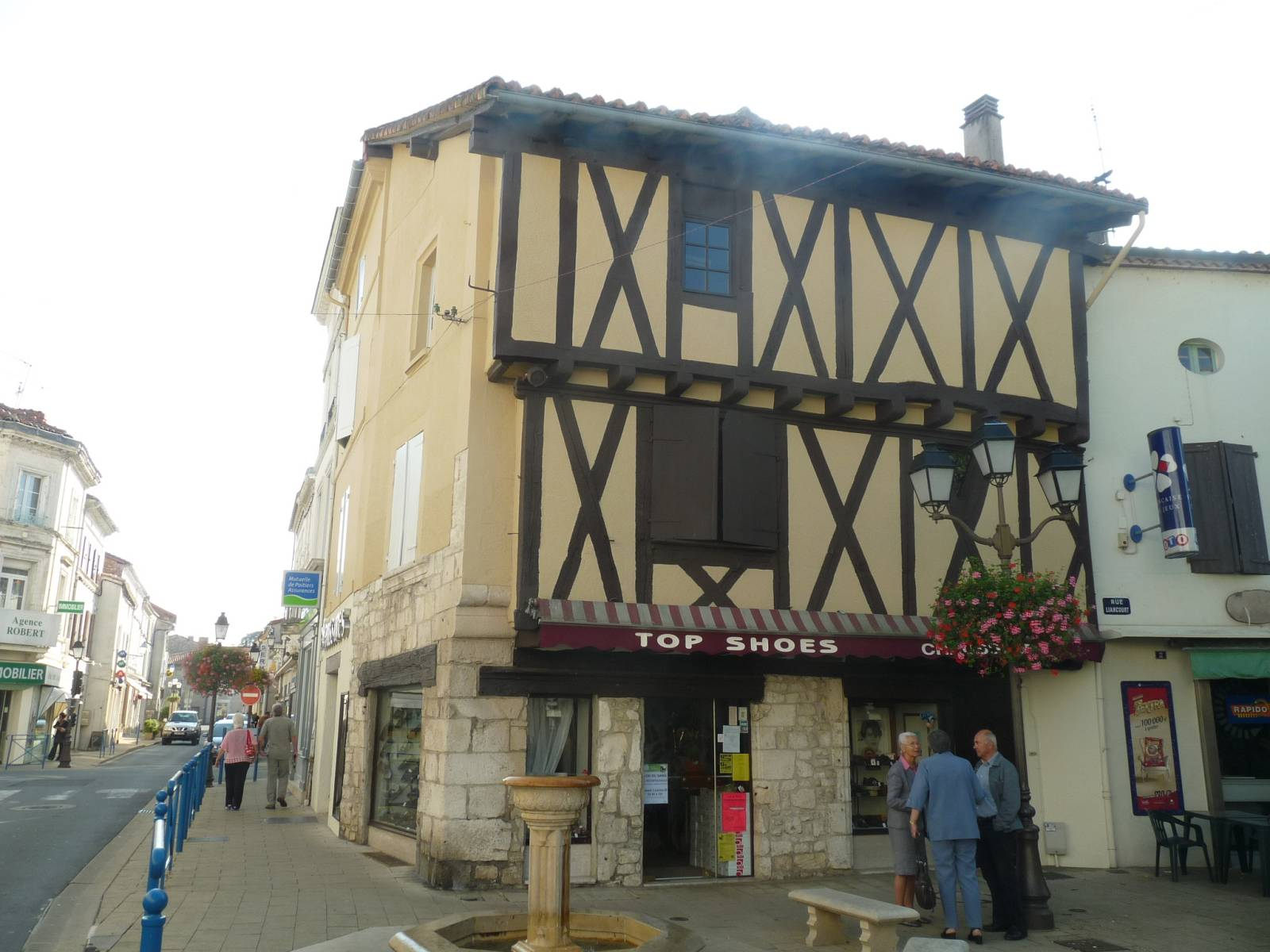